# Abbas Kiarostami
Abbas Kiarostami ( /abˈbɑːs keˈjɑː.rɔs.taˌmiː/ (?·pàg.), persa: عباس کیارستمی) Teheran, 22 de juny de 1940 - París, 4 de juliol de 2016) fou un director de cinema, guionista, productor, poeta i fotògraf iranià. Cineasta actiu des dels anys setanta, és autor de documentals i drames neorealistes, sovint protagonitzats per infants, narració poètica i al·legòrica, ús de càmeres fixes, exploració de la naturalesa del cinema com a ficció. Formà part de la nova onada iraniana, moviment cinematogràfic persa iniciat a finals dels anys seixanta format per directors pioners com Bahram Beyzai, Nasser Taghvai, Ali Hatami, Masoud Kimiai, Dariush Mehrjui, Sohrab Shahid-Salees i Parviz Kimiavi.
El reconeixement internacional de la seva obra cinematogràfica començà amb la Trilogia de Koker (1987-94), formada per les pel·lícules: Klūzāp, nemā-ye nazdīk (1990), Ta’m-e gīlās... (1997) – guardonada amb la Palma d'Or al Festival Internacional de Cinema de Cannes – i Bād mā rā khāhad bord (1999). Les seves pel·lícules han estat sovint considerades entre les més rellevants en la història del cinema, destacant sobretot Klūzāp, nemā-ye nazdīk (1990), considerada entre les 50 pel·lícules més rellevants de tots els temps en la famosa enquesta de la revista Sight & Sound realitzada el 2012.
A finals dels anys noranta, una votació d'influents crítics elegí Abbas Kiarostami el director més important de la dècada, tota una gesta per un cineasta autodidacte.

## Principis
Les seves primeres obres, curt metratges realitzats per l'Institut de Desenvolupament Intel·lectual de la Infància i Joves Adults, ja demostren una impressionant originalitat en el seu enfocament fresc i despreocupat de la narració i en el seu ús enginyós i obert de forma cinematogràfica, en la qual juga amb el so, la imatge, l'estructura dramàtica i el punt de vista.

## Comença l'èxit
A finals de la dècada dels 80 començà a rebre l'aplaudiment internacional que mereixia. La premiada On és la casa del meu amic? 1987, suposà el punt d'inflexió en la seva carrera cinematogràfica, però el film que mostrà la sofisticació i la complexitat del cinema de Kiarostami en tota la seva esplendor fou Primer pla 1990. No tan sols prenia esdeveniments de la vida real i els convertia en faules poètiques i emotives, sinó que a més reflexionava sobre la naturalesa del cinema que realitzava en particular i del mitjà cinematogràfic en general.

## Experimentador de la nova tecnologia
Posteriorment, la tecnologia digital li ha permès experimentar encara més. Així, Deu 2002 constitueix un esguard revelador, commovedora i profundament transcendent a la situació de la dona a l'Iran. Està rodada íntegrament en l'interior d'un automòbil amb dues càmeres digitals fixades sobre tablier i enfocades cap al conductor i els passatgers. Five 2003 és una cinta molt experimental formada per cinc curts metratges aparentment rodats en una sola presa en el mar Caspi. El film resulta minimalista, metafòric i quasi abstracta, però també lírica, enginyosa i imbuïda –com tot el treball de Kiarostami- d'un profund i contemplatiu amor pels misteris de la vida.
| « | El bon cinema és el que ens podem creure i el dolent, el que no ens creurem mai. | » |

## Millors pel·lícules
- Five (2003)
- Deu (2002)
- ABC Àfrica (2001)
- The Wind Will Carry Us (1999)
- Taste of Cherry (1997)
- Lumière and company (1995)
- Through the Olive Trees (1994)[5]
- Life, and Nothing More... (1991)
- Close-Up (1990)
- Where Is the Friend's Home (1987)
- The Chorus (1982)
- Orderly or Disordrelis? (1981)
- The Traveller (1974)